# Dolmen de la Mort de l'Éguassier
Le dolmen de la Mort de l'Éguassier est un dolmen situé à Trévillach, dans le département français des Pyrénées-Orientales

## Historique
Le dolmen est signalé pour la première fois en 1950 par un habitant de Sournia à Pierre Ponsich. Son nom indique que le monument était explicitement associé à une tombe, le terme éguassier désigne en catalan comme en occitan un « éleveur de juments ».

## Description
Le dolmen est du type simple (sans couloir). La chambre de forme rectangulaire est délimitée par deux orthostates latéraux et une dalle de chevet. L'orthostate droit dépasse largement de la dalle de chevet dans l'angle nord-est. La chambre ouvre au sud-est. Elle mesure 2,14 m de long sur 0,98 m de large. Une petite dalle couchée au sol à l'entrée de la chambre a dû servir de fermeture. Des fragments visibles sur le tumulus pourraient correspondre à l'ancienne dalle de couverture. Toutes les dalles sont en granite d'origine locale. Le tumulus est de forme ovalaire (environ 5 m de long dans le sens est-ouest et 7 m de long dans le sens nord-sud).
| Dalle        | Longueur | Hauteur | Épaisseur     |
| ------------ | -------- | ------- | ------------- |
| Dalle chevet | 1,15 m   | 0,64 m  | 0,20 à 0,30 m |
| Dalle est    | 2,60 m   | 0,80 m  | 0,30 m        |
| Dalle ouest  | 2,44 m   | 0,62 m  | 0,39 à 0,47 m |

## Matériel archéologique
La chambre a été complètement vidée à une époque indéterminée, aucun matériel archéologique associé n'est connu.